# Suka Makmur (Gumay Talang)
Suka Makmur is een bestuurslaag in het regentschap Lahat van de provincie Zuid-Sumatra, Indonesië. Suka Makmur telt 1388 inwoners (volkstelling 2010).